# Drożdże podstawkowe
Drożdże podstawkowe – nieformalna grupa podstawczaków przypominających budową drożdże. Wśród grzybów o takiej postaci są przedstawiciele różnych klas podstawczaków. Ich cechą wspólną jest budowa jednokomórkowa w przeważającej fazie rozwoju, ale u prawie wszystkich (z wyjątkiem Xanthophyllomyces) występuje forma strzępkowa, a więc są grzybami dymorficznymi. Sam termin „drożdże” jest wieloznaczny i zawężany do Saccharomycetes, czyli drożdży właściwych, jednokomórkowych i należących do workowców. W ujęciu taksonomicznym termin „drożdże podstawkowe” jest w efekcie niewłaściwy. Dopuszczalny jest natomiast, gdy „drożdże” są rozumiane jako pewna faza cyklu rozwojowego.

## Charakterystyka

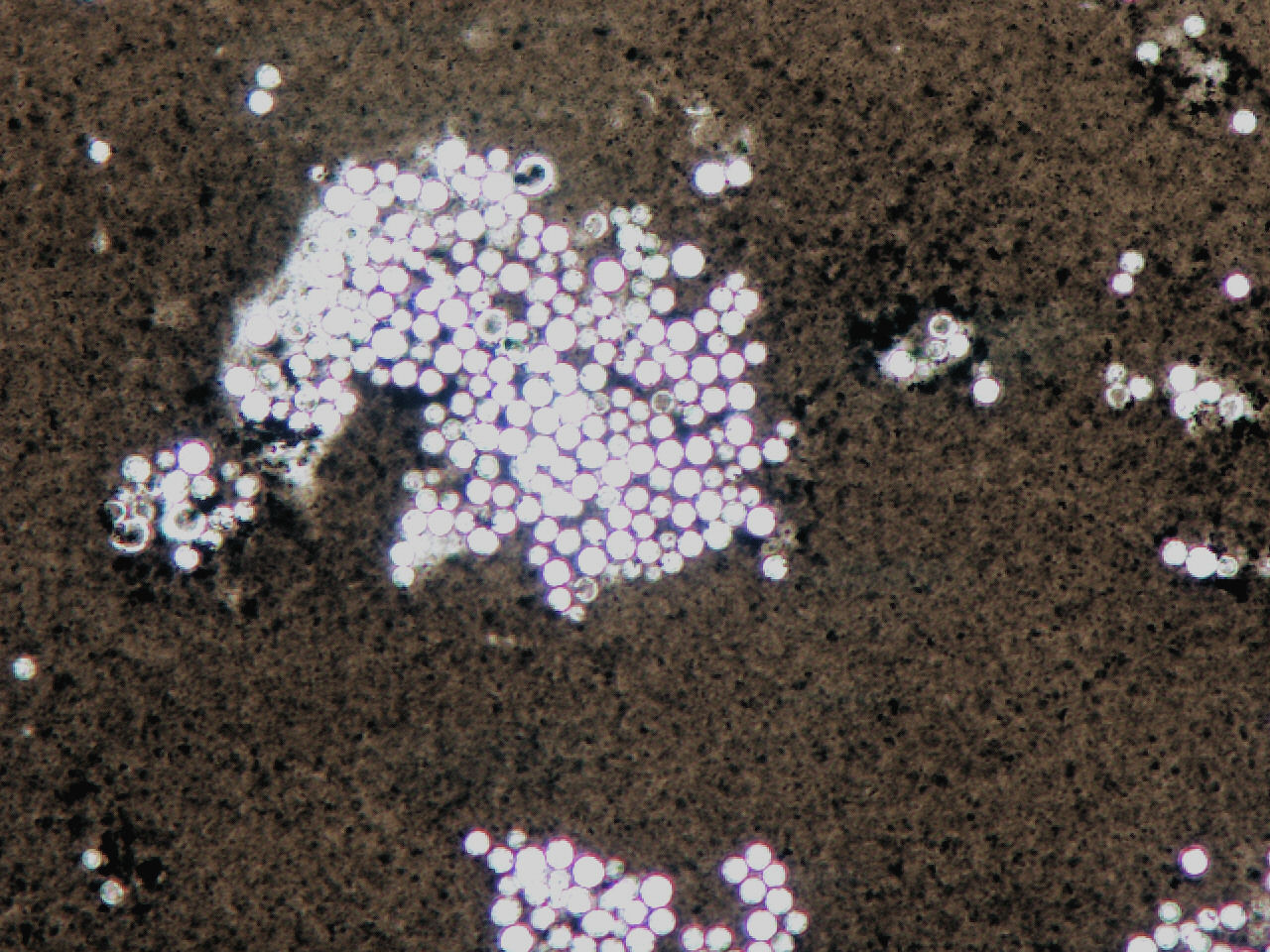
Cryptococcus neoformans

Przedstawiciele tej grupy charakteryzują się dymorfizmem. Oprócz morfy drożdżakowej występują morfy strzępkowe. U prawie wszystkich gatunków teleomorfy reprezentują ten drugi typ. Wiele gatunków drożdży podstawkowych znanych jest tylko z jednego, anamorficznego stadium. Tradycyjnie za drożdże uznawane były grzyby jednokomórkowe, nierozmnażające się płciowo, podczas gdy grzyby o znanych obu morfach były uważane za zwykłe grzyby. Drożdżakowe stadium u niektórych podstawczaków odkryto w latach 80. XIX wieku. Następnie odkrywano podobieństwo niektórych „drożdży” do podstawczaków, a w latach 60. XX wieku odkryto rozmnażające się płciowo szczepy „drożdży” Rhodotorula glutinis. Potwierdziło to, że niektóre drożdże można wyłączyć ze sztucznego taksonu grzybów niedoskonałych, ponieważ należą one do podstawczaków.
Oprócz podobieństw, ze względu na zróżnicowanie taksonomiczne, poszczególne gatunki i szczepy drożdży podstawkowych różnią się budową komórkową i fizjologią, zwłaszcza wykorzystaniem źródeł węgla i azotu. Różnice te uwarunkowane są genetycznie.
Część drożdży podstawkowych to grzyby chorobotwórcze. Choroby grzybicze wywołują przedstawiciele rzędów Filobasidiales, Tremellales, Sporidiobolales i Malasseziales. Infekcja Cryptococcus neoformans (kryptokokoza) jest jedną z najczęstszych grzybic towarzyszących AIDS. Inne gatunki mają znaczenie dla rolnictwa czy innych dziedzin gospodarki. Część z nich może być patogenami roślin, podczas gdy inne hamują wzrost patogennych grzybów strzępkowych. Phaffia rhodozyma, której znana teleomorfa to Xanthophyllomyces dendrorhous, jest źródłem astaksantyny. Według niektórych szacunków do początku XXI wieku odkryto zaledwie 1% wszystkich gatunków tej grupy. W 2016 roku odkryto, że drożdże podstawkowe powszechnie współtworzą porosty. Obecność podstawczakowego komponentu powoduje różnice fizjologiczne u porostów budowanych poza tym przez identyczny zestaw głównego grzyba i glonu. Porost, którego głównym grzybowym składnikiem jest Bryoria fremontii, nie posiadając drożdży podstawkowych, ma brązową, jadalną plechę. Analogicznie zbudowany porost zawierający w korze drożdże podstawkowe jest żółty i wytwarza trujący kwas wulpinowy.

## Przedstawiciele

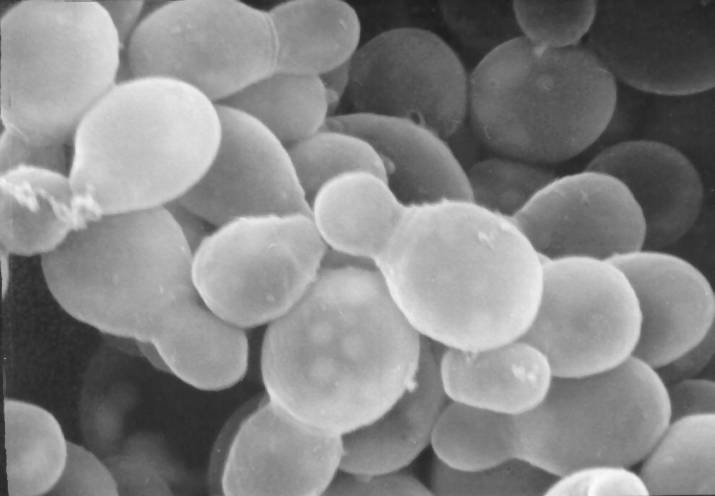
Malassezia furfur

Tożsamość drożdży podstawkowych i typowych grzybów nie zawsze jest potwierdzona. Przykładowo, stwierdzono, że część gatunków drożdży z rodzaju Pseudozyma ma teleomorficzny odpowiednik w rodzaju Ustilago, jednak dla większości gatunków Pseudozyma teleomorficzny odpowiednik nie jest znany. Pseudozyma jest saprobiontem, podczas gdy Ustilago poraża rośliny, wywołując chorobę zwaną głownią{.
Drożdże podstawkowe to grupa morfologiczna, a nie taksonomiczna. Jej przedstawiciele należą do różnych linii grzybów podstawkowych. Badania genetyczne wykazują, że niektóre tradycyjnie wyróżniane rodzaje drożdży podstawkowych są polifiletyczne. Przedstawiciele zaliczani na przełomie XX i XXI wieku do rodzaju Cryptococcus okazali się należeć do rzędów: Tremellales, Trichosporonales, Filobasidiales i Cystofilobasidiales. Inne rodzaje spotykane są w rzędach Ustilaginales, Microstromatales, Malasseziales i podgromadzie Urediniomycetes.
Do rodzajów, których przedstawiciele przyjmują tę formę, należą m.in.:

- Agaricostilbum
- Apiotrichum
- Bensingtonia
- Bullera
- Bulleromyces
- Chionosphaera
- Colacogloea
- Cryptococcus
- Cystofilobasidium
- Erythrobasidium
- Fellomyces
- Filobasidiella
- Filobasidium
- Hansenula
- Heterogastridium
- Holtermannia
- Kockovaella
- Kondoa
- Kriegeria
- Kurtzmanomyces
- Leucosporidium
- Leuconostoc
- Malassezia
- Mrakia
- Occultifur
- Naganishia
- Phaffia
- Reniforma
- Rhodosporidium
- Rhodotorula
- Sakaguchia
- Sirobasidium
- Sphacelotheca
- Sporidiobolus
- Sporobolomyces
- Sterigmatomyces
- Sterigmatosporidium
- Sympodiomycopsis
- Torulopsis
- Tremella
- Trichosporon
- Tsuchiyaea
- Udeniomyces
- Xanthophyllomyces